# 35-й отдельный разведывательный артиллерийский дивизион
35-й отдельный разведывательный артиллерийский дивизион Резерва Главного Командования — воинское формирование Вооружённых Сил СССР, принимавшее участие в Великой Отечественной войне.
Сокращённое наименование — 35-й орадн РГК.

## История
Сформирован на основании приказа Командующего артиллерией Красной армии № 570638 от 26 апреля 1944 года  в составе 2-й корпусной артиллерийской бригады РГК из батарей артиллерийской разведки ранее входивших в 4-й кап и 110-й кап.
В действующей армии с 13.06.1944 по 9.05.1945.
В ходе Великой Отечественной войны вёл артиллерийскую разведку в интересах артиллерийских частей и подразделений 2-й кабр РГК  2-го Белорусского фронта.

## Состав
- Штаб
- Хозяйственная часть
- 1-я батарея звуковой разведки (1-я бзр)
- 2-я батарея звуковой разведки (2-я бзр)
- батарея топогеодезической разведки (бтр)
- взвод оптической разведки (взор)
- измерительно-пристрелочный взвод (ипв)
- 1-й взвод артиллерийской радиоразведки (1-й варр)
- 2-й взвод артиллерийской радиоразведки (2-й варр)
- фотовзвод (фв)
- взвод обеспечения

## Подчинение
| Дата                 | Фронт                 | Армия      | Корпус | Дивизия | Бригада  | Примечания |
| -------------------- | --------------------- | ---------- | ------ | ------- | -------- | ---------- |
| 13.06.44 -19.08.44г. | 2-й Белорусский фронт | 49-я армия | -      | -       | 2-я кабр | -          |
| 20.08.44 -31.01.45г  | 2-й Белорусский фронт | 3-я армия  | -      | -       | 2-я кабр | -          |
| 1.02.45-9.02.45г.    | 2-й Белорусский фронт | 48-я армия | -      | -       | 2-я кабр | -          |
| 20.02.45-9.03.45г    | 2-й Белорусский фронт | 49-я армия | -      | -       | 2-я кабр | -          |
| 20.04.45-9.05.45г    | 2-й Белорусский фронт | 70-я армия | -      | -       | 2-я кабр | -          |

## Командование дивизиона
Командир дивизиона
- майор , подполковник Ксенофонтов Георгий Дмитриевич

Начальник штаба дивизиона
- ст. лейтенант, капитан Пушкарев Борис Николаевич

Заместитель командира дивизиона по политической части
- майор Слабышев Павел Кузьмич

Помощник начальника штаба дивизиона
- ст. лейтенант Андрианов Павел Андреевич

Помощник командира дивизиона по снабжению
- ст. лейтенант Любарский Алексей Иванович

## Командиры подразделений дивизиона
Командир 1-й БЗР
- капитан Гончаров Александр Иванович

Командир 2-й БЗР
- капитан Луцкевич Сергей Сергеевич

Командир БТР
- лейтенант Нехороших Владимир Григорьевич (погиб 6.5.1945г. в г. Висмар)

Командир ВЗОР
- лейтенант Фельдман Аркадий Львович

Командир ИПВ
Командир ФГВ
- лейтенант Тепляков Михаил Васильевич
- гв. лейтенант Евлентьев Александр Евдокимович

Командир 1-го ВАРР
- лейтенант Максимов Иван Николаевич

Командир 2-го ВАРР